# Lazar Hayward
Lazar Hayward (Buffalo, New York, 26. studenog 1986.) američki je profesionalni košarkaš. Igra na poziciji niskog krila, a trenutačno je član NBA momčadi Minnesota Timberwolvesa. Izabran je u 1. krugu (30. ukupno) NBA drafta 2010. od strane Washington Wizardsa.

## Srednja škola i sveučilište
Pohađao je srednju školu Traditional High School te je svojim sjajnim igrama privukao pažnju mnogih sveučilišta. Međutim, iako je imao mnogo ponuda, izabrao je nastavak srednje škole u Notre Dame Prep School. Tamo je također ostvario zapažene rezultate te se, nakon završetka srednje škole, odlučio na pohađanje sveučilišta Marquette. 

## NBA karijera
Izabran je kao 30. izbor NBA drafta 2010. od strane Washington Wizardsa, ali je ubrzo proslijeđen u Minnesota Timberwolvese.

## Vanjske poveznice
- Profil na ESPN.com
- Profil na NBA Draft.net